# صابونية موكوروسية
صابونية موكوروسية (الاسم العلمي:Sapindus mukorossi) هي نوع من النباتات تتبع جنس الصابونية من الفصيلة الصابونية.